# Холодник (страва)

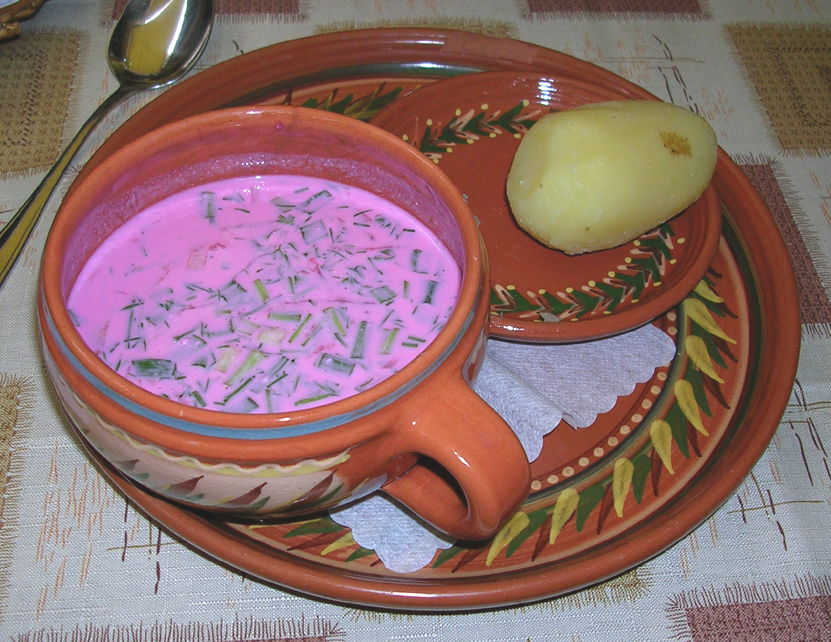
Литовський холодний борщ подають із картоплею

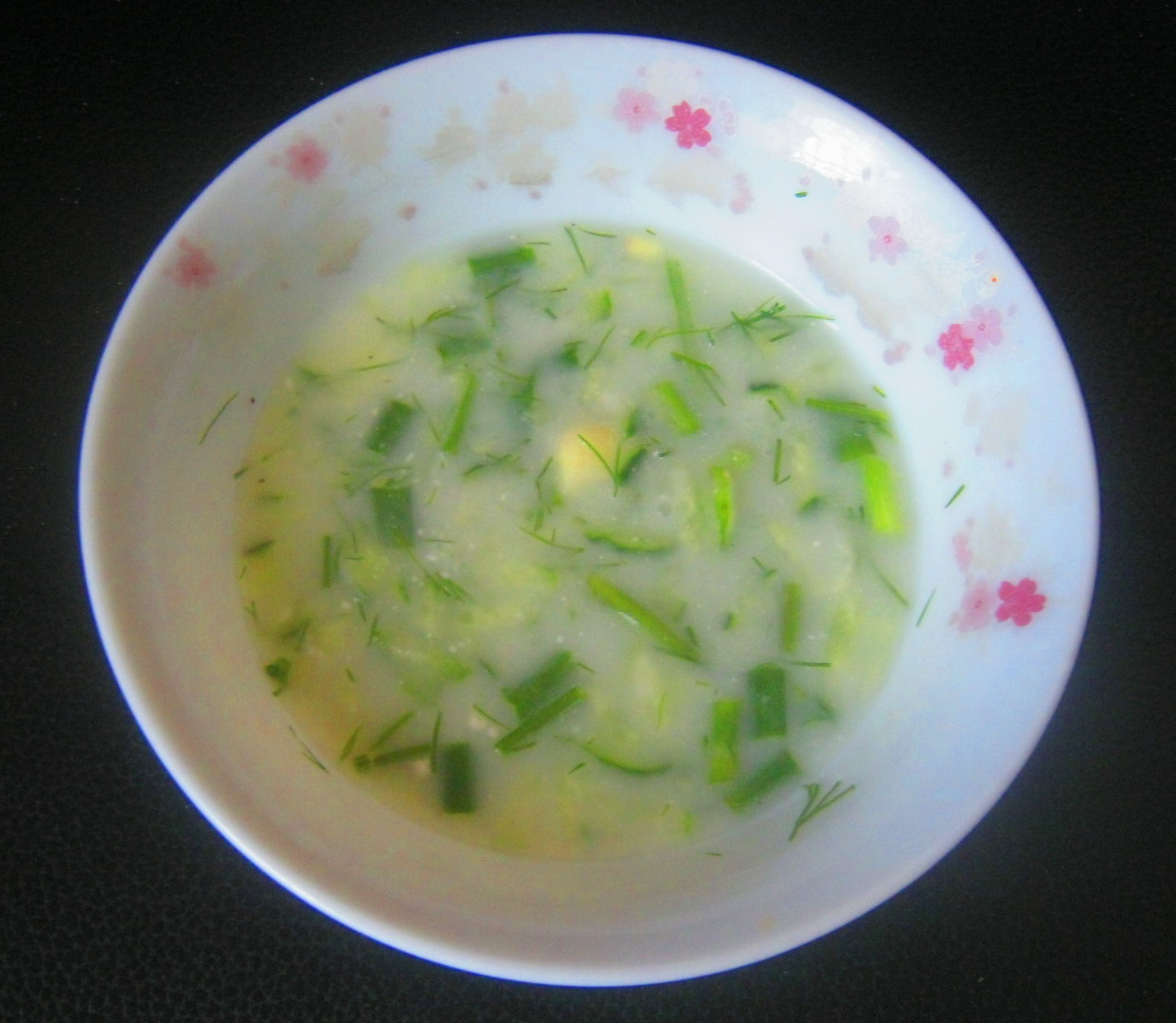
Литовський огірковий холодник

Холодни́к або холо́дний борщ — різновид борщу, холодна рідка овочева страва, зварена на буряковому відварі, хлібному квасі, заправлена прянощами. Його готували на початку літа.
В українській кухні відомі різновиди холодника з буряками та з огірками (без буряків).
Разом із червоним і зеленим, холодний борщ вважають одним з трьох традиційних українських різновидів борщу.
Холодник є однією з головних страв литовської кухні, у якій він відомий як «холодний борщ» (лит. šaltibarščiai).

## Етимологія
Питомо українська назва «холодник» походить від слова «холод», вона одночасно вказує на спосіб приготування, при якому теплова обробка продуктів грає незначну роль, і на спосіб подавання цієї страви — обов'язково в охолодженому вигляді[джерело?]. У книзі З.Клиновецька «Страви й  напитки на Україні» — (видання 1913року) представлені рецепти холоднику, холоднику з раками та наддніпрянського холоднику. В XX столітті внаслідок зросійщення вона поступово витіснялася з ужитку, а в меню закладів громадського харчування цю страву стали називати «холо́дний суп».[джерело?] У книзі кулінарних рецептів О. Ф. Франко, що побачила світ у 1929 році в Коломиї, були наступні назви холодників (холодних юшок): яблуківка — суп з яблук, грушівка — з груш, слив'янка — зі слив, вишнівка — з вишень, малинівка — з малини, ожинівка — з ожини, порічнівка — з порічок.

## Український холодник
В Україні холодний борщ (холодник) готували винятково влітку. Молодий городній буряк різали соломкою, заправляли квасом-сирівцем, сироваткою чи маслянкою, або сметаною. Додавали свіжу зелень петрушки, кропу, цибулі, часнику, за можливості круто зварені яйця. Це був сирий борщ, оскільки варили лише буряк. Їли охолодженим, нерідко з вареною картоплею замість хліба. Спосіб приготування холодного борщу зберігся до наших днів майже без змін.

### Рецепт З. Клиновецької
Рецепт Холоднику з книги З. Клиновецької «Страви й  напитки на Україні» (видання 1913року):
«Покришить 2–3 червоних буряка, налить сировцем і дать закипіти 2 рази. Злить червону юшку, зоставивши частину буряків, а останні буряки налить водою і доварить. Одварити щавлю або ботвини і зварить круто крашанки. Почистить і порізать огірки. Уливши у рондель до зварених буряків кислого молока, росколотить його, додати трохи буряків, крашанок, огірків, укропу, зеленої цибулі, як хто любить, червоної юшки, що раніш було злито, до смаку соли і сметани з ростертими крутими жовтками. Винести на лід»

### Східноукраїнський холодник
Наддніпрянський та слобожанський холодник є аналогом російської окрошки. Його готують на хлібному квасі з додаванням щавлю, шпинату або бурякового бадилля, але не кореня.
Рецепт
Щавель і шпинат перебирають, миють і припускають (варять) у невеликій кількості підсоленої води. Замість шпинату можна взяти молоде бадилля буряків. Коли щавель і шпинат зваряться, їх протирають крізь сито.
 Молоді огірки нарізають дрібними кубиками. Зелень кропу, петрушки і зелену цибулю перебирають, промивають і дрібно шаткують. Телятину або яловичину заливають окропом, варять і нарізають дрібними кубиками.
 У білий хлібний квас кладуть зварені і протерті шпинат та щавель, нарізані огірки, зелень кропу, зелену цибулю, м'ясо, зварені посічені білки яєць. Страву заправляють сметаною, вареними жовтками, розтертими з цукром, солять і зберігають на холоді.